# Sebastian Ochsenkun

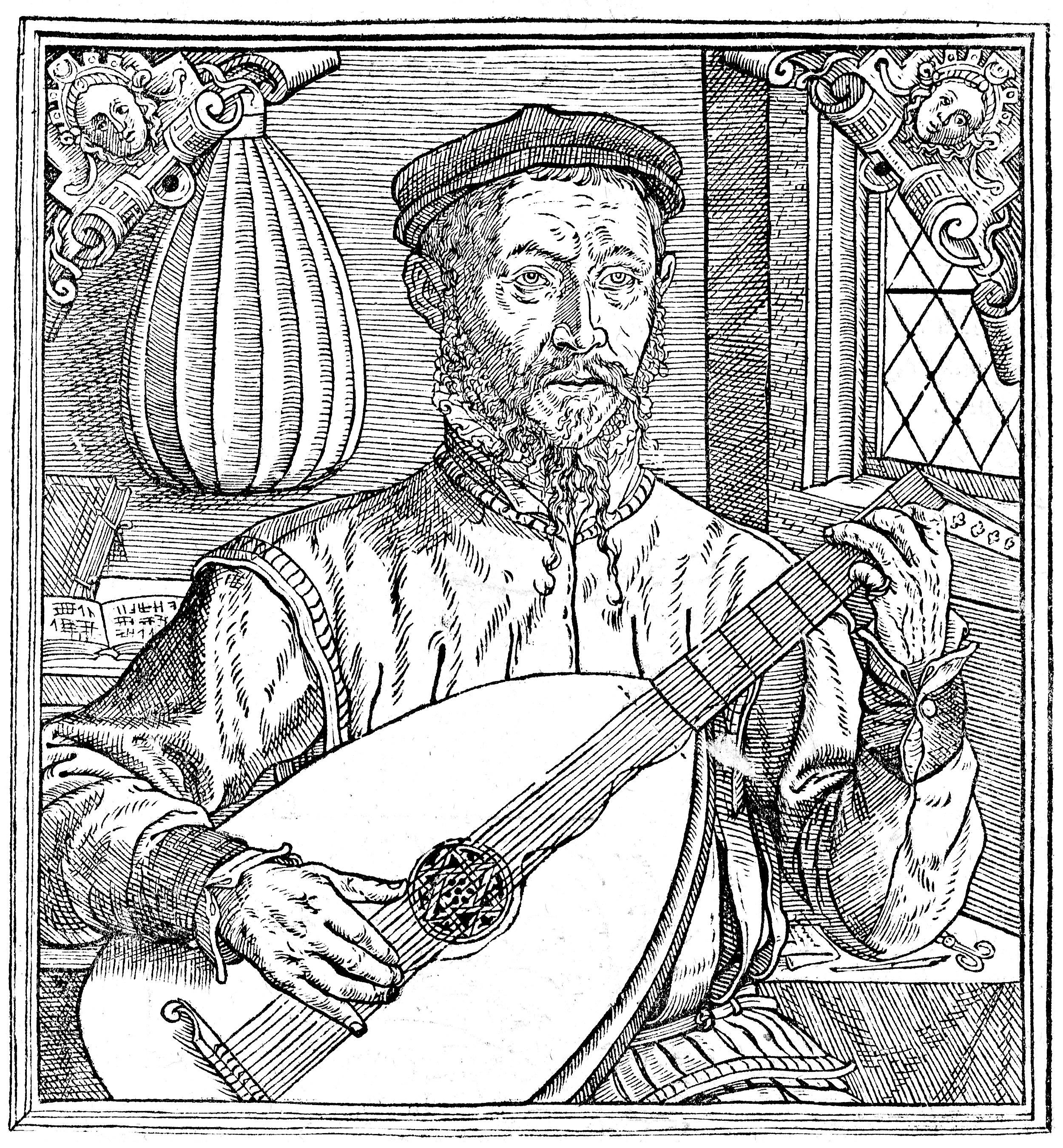
Sebastian Ochsenkun im Alter von 38

Sebastian Ochsenkun, auch Ochsenkhun und Ochsenkuhn (* 6. Februar 1521 in Nürnberg; † 20. August 1574 in Heidelberg), war ein deutscher Lautenist und Komponist.

## Leben
Sebastian war Sohn des Nürnberger Instrumentenmachers und Barbiers Jörg Ochsenkun.
Er war Lautenspieler beim Pfalzgrafen Ottheinrich zu Pfalz-Neuburg und ging 1544 als Lautenmeister an den kurpfälzischen Hof in Heidelberg. 1556, zum Regierungsantritt von Ottheinrich in Heidelberg, brachte Ochsenkun eine auch Lieder- und Motettensammlung Tabulaturbuch auff die Lauten heraus (deutsche Lautentabulatur), die 1558 in Heidelberg verlegt wurde und neben eigenen Werken auch Bearbeitungen fremder Kompositionen, etwa Madrigale von Philippe Verdelot, enthält. Er bearbeitete für die Laute unter anderem Lieder von Ludwig Senfl und Heinrich Isaac.
Sebastians Ochsenkuns Söhne Friedrich und Christoph Hartmann waren Studenten der Heidelberger Universität.
Der Grabstein von Sebastian Ochsenkun und seiner Ehefrau Sibylle († 1560) befindet sich an der Nordwand der Peterskirche in Heidelberg.

## Werke

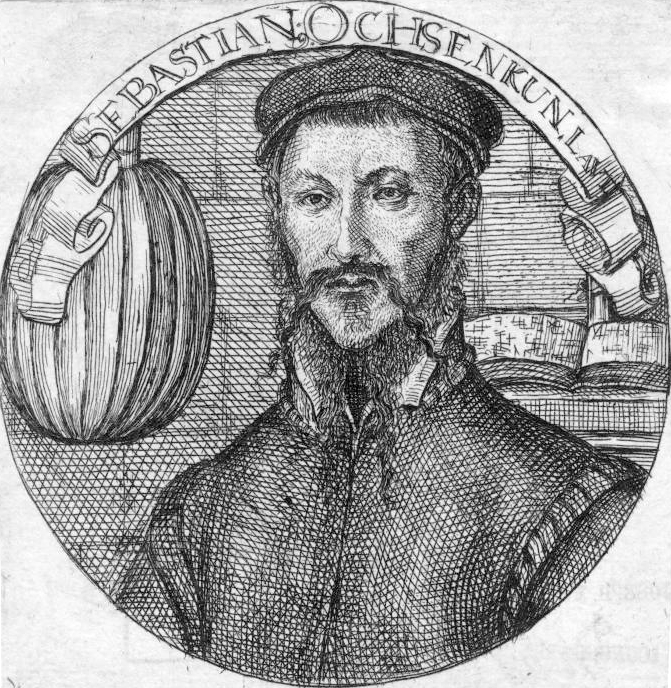
Sebastian Ochsenkun, 1576

- Tabulaturbuch auff die Lauten […]. Durch Sebastian Ochsenkhun […]. Johann Khol, Heidelberg 1558 (Badische Landesbibliothek Karlsruhe). Faksimile: Tree-Edition, München 2002, DNB 358610796 (Digitalisat bei Wikimedia Commons).